# Albert Alay i Serret
Albert Alay i Serret (Barcelona, 30 de juny de 1933 - ibídem, 28 de maig de 2010) va ser un químic, escriptor i polític català.

## Biografia
Es llicencià en químiques a la Universitat de Barcelona i va ser fundador de la Societat Espanyola de Química Industrial i de la Societat Espanyola de Químics Cosmètics. Ha estat vicepresident del Consell Català del Moviment Europeu i president de l'Associació Catalana de Lluita contra la Droga. Fou soci fundador de la Societat Espanyola de Química Industrial, membre del Col·legi Oficial de Químics de Barcelona i de l'Associació Espanyola de Químics Cosmètics. Fins al 1987 fou membre del comitè tècnic de la Federació Europea de Fabricants de Perfumeria a Brussel·les.
Militant d'Esquerra Republicana de Catalunya (ERC), representà aquest partit en el Partit Socialista de Catalunya-Reagrupament i al Consell de Forces Polítiques de Catalunya. A començament de la dècada dels 1980 en fou secretari general adjunt i fou elegit diputat per la circumscripció de Barcelona a les eleccions al Parlament de Catalunya de 1980 i 1984. Dins del Parlament de Catalunya fou president de la comissió de Seguiment i Provisional, president de la comissió de Justícia, Dret i Seguretat Ciutadana i membre de la Diputació Permanent. Dins del partit encapçalava l'anomenat corrent socialista, oposat al corrent liberal que liderava Joan Hortalà. Tanmateix en el 15è Congrés Nacional de gener de 1987, en el que calia escollir el successor d'Heribert Barrera, Alay renuncià finalment a presentar-se a la secretaria general en favor de Xavier Casassas i Miralles. L'any 1987 fou candidat a l'alcaldia de Barcelona formant tàndem amb Àngel Colom com a número dos, però ERC només va rebre un 2,31% dels vots, quedant lluny d'obtenir representació a l'Ajuntament. Posteriorment abandonà ERC i el 20 de juny de 1990 ingressà a Convergència Democràtica de Catalunya. Va publicar també alguns articles sobre actualitat política a El Periódico de Catalunya.
Albert Alay morí a Barcelona el 28 de maig de 2010.

## Obres
- La força de la mentida
- Crisi, atur i canvi social (1984)
- Catalunya al llindar del segle xxi : un país amb futur (1995)
- La diferència (1998)
- Vint anys perduts (2001)